# آبان عسکری
آبان عسکری (زاده ۵ اردیبهشت ۱۳۶۵ در تهران)، بازیگر اهل ایران است. عمدهٔ شهرت وی به‌خاطر بازی در سریال یاغی به کارگردانی محمد کارت است.

## زندگی شخصی
آبان عسکری در ۵ اردیبهشت ۱۳۶۵ در تهران زاده شد. وی همسر محمد کارت کارگردان ایرانی است.

## تحصیلات
وی در رشته تئاتر تحصیل کرده و دارای کارشناسی ارشد رشته پژوهش هنر است. او که از ۲۳ سالگی با تئاتر وارد عرصه بازیگری شد و با سریال یاغی به شهرت رسید.

## فعالیت هنری
عسکری در نمایش‌هایی چون فیروزه به کارگردانی بهزاد فراهانی، خاطره‌ای نداشتم حتی اگر هزار سالم بود به کارگردانی قطب‌الدین صادقی، و مترسک به کارگردانی مهرداد خامنه، تجربه کار با چهره‌های صاحب نام در این حوزه را دارد. سال ۱۳۹۵ با فیلم سینمایی مات به کارگردانی صبا کاظمی وارد سینما شد. سپس در فیلم سوفی و دیوانه به کارگردانی مهدی کرم‌پور حضور داشت.

## فیلم‌شناسی

### سینمایی
| سال  | نام           | کارگردان    |
| ---- | ------------- | ----------- |
| ۱۳۹۸ | شنای پروانه   | محمد کارت   |
| ۱۳۹۶ | لاوراتوار     | علی همراز   |
| ۱۳۹۵ | سوفی و دیوانه | مهدی کرم‌پور |
| ۱۳۹۵ | مات           | صبا کاظمی   |

### فیلم کوتاه
| سال  | نام    | کارگردان  |
| ---- | ------ | --------- |
| ۱۳۹۷ | مسکوت  | محمد ثریا |
| ۱۳۹۶ | بچه‌خور | محمد کارت |

### سریال
| سال  | نام             | کارگردان       |
| ---- | --------------- | -------------- |
| ۱۳۹۷ | حوالی پاییز     | حسین نمازی     |
| ۱۳۹۶ | پرستاران        | علیرضا افخمی   |
| ۱۳۹۶ | روزگار          | سیامک صرافت    |
| ۱۳۹۴ | هشت و نیم دقیقه | شهرام شاه‌حسینی |

### نمایش خانگی
| سال  | نام  | کارگردان  |
| ---- | ---- | --------- |
| ۱۴۰۱ | یاغی | محمد کارت |

## کنش‌های اجتماعی

### خیزش ۱۴۰۱ ایران
در خیزش ۱۴۰۱ ایران شماری از زنان ایرانی، در حرکتی نمادین در اعتراض به مرگ ژینا امینی پس بازداشت توسط گشت حجاب اجباری موهای خود را کوتاه کردند و برخی از بازیگران سینما و تلویزیون حجاب از سر برداشتند و برخی به کمپین گیسوبران پیوستند. آبان عسگری نیز با کشف حجاب و بریدن موهایش در اعتراضات شرکت کرد.